# Comité national de grève de Biélorussie
Le Comité national de grève de Biélorusie (Stachkom) est une organisation biélorusse non enregistrée dont la mission principale est la protection des droits des citoyens (y compris l'organisation des actions de protestation contre la violation des droits et intérêts légitimes des citoyens).
Le Comité de grève des entrepreneurs de la république de Biélorussie opère depuis 1996. En 25 novembre 2003, le Comité national de grève de Biélorussie a été créé sur sa base,.
Depuis sa création, le Comité est présidé par l'entrepreneur et ancien prisonnier politique Valéri Lévonevski. Pendant son emprisonnement de 1er mai 2004 au 15 mai 2006, la responsabilité du président a été remplie par son fils Vladimir Lévonevski,.

## Les actions de protestation
Le 1er janvier 2000 - Grève des entrepreneurs de la république de Biélorussie durant cinq jours. Environ 100 000 de grévistes,.
Le 31 janvier 2000 - Minsk a accueilli la réunion des entrepreneurs. La résolution de la réunion contenait non seulement des exigences économiques, mais aussi politiques (démission de ministre de l'entrepreneuriat).
Le 1er février 2000 - Les entrepreneurs de la plupart des marchés aux puces de Biélorussie ont lancé une grève illimitée,, qui a été suspendue le 12 février.
Le 23 novembre 2000 - Grève d'avertissement des entrepreneurs privés, soutenue par plus de 150 000 personnes,.
Le 1er janvier 2001 - Grève des entrepreneurs de la République de Biélorussie durant cinq jours, qui a rassemblé environ 200 000 personnes,.
Le 8 mai 2001 - Grève politique nationale des entrepreneurs. Plus de 90 000 entrepreneurs et salariés ont pris part à cette grève.
Le 18 mai 2001 - Grève politique républicaine des entrepreneurs individuels, elle coïncidait avec la deuxième Assemblée du peuple biélorusse, qui s'est tenue à Minsk.
Le 20 juin 2002 - Grève des entrepreneurs à Grodno. Tous les marchés à Grodno n'ont pas fonctionné.
Le 31 juillet 2002 - Grève nationale d'avertissement des entrepreneurs individuels de la République de Biélorussie. Selon des diverses estimations, de 100 000 à 150 000 entrepreneurs et salariées ont pris part à l'action,,.
Le 26 août 2002 - Rassemblement à l'appui des droits économiques et autres droits des entrepreneurs à Minsk. Plus de 2 000 personnes ont pris part au rassemblement,.
Le 11 septembre 2002 - Grève nationale d'avertissement des entrepreneurs de la République de Biélorussie. Environ 160 000 entrepreneurs et salariés de presque toutes les villes de la République de Biélorussie ont pris part à la grève.
Le 12 septembre 2002 - Campagne nationale de désobéissance civile annoncée. L'action se poursuit jusqu'à aujourd'hui.
Le 1er octobre 2002 - Grève nationale des entrepreneurs de la République de Biélorussie avec la cessation de paiement des impôts et autres paiements au budget. Selon diverses estimations, de 120 000 à 190 000 entrepreneurs et salariés de presque toutes les villes de la République de Biélorussie participent à la grève. La grève a duré 10 jours,,.
Le 19 décembre 2002 - Grève des entrepreneurs à Grodno exigeant la démission de l'actuel président Loukachenko. Plus de 4 000 entrepreneurs ont soutenu cette revendication et ne sont pas venus au travail.
Le 22 janvier 2003 - Grève des entrepreneurs à Grodno d'une journée. Principaux marchés et mini-marchés de la ville n'ont pas fonctionné. Plus de 8 000 personnes ont pris part à cette action.
Le 27 février 2003 - Comité de grève des entrepreneurs avec des structures commerciales organisant un rassemblement pour la défense des droits des entrepreneurs.
Le 12 mars 2003 - Comité de grève des entrepreneurs en collaboration avec plusieurs organisations conduisant une marche populaire "pour une vie meilleure",.
Le 1er avril 2003 - Action « Déplacement au Parlement ». Au début de cette action Valéri Lévonevski a été détenu et arrêté pendant 15 jours.
Le 25 septembre 2003 - Grève nationale des entrepreneurs de la République de Biélorussie. Environ 50 % des entrepreneurs biélorusses ont participé à cette action.
Le 1er mai 2004 - Manifestation dans le centre de la ville de Grodno d'environ 4 000 participants. A ce jour, le président du Comité de grève Valéri Lévonevski a été arrêté pendant 15 jours, puis condamné à deux ans de prison.
Le 3 mai 2004 - Rassemblement des entrepreneurs sur la place Lénine de Grodno, qui a impliqué environ 1 500 entrepreneurs. Le même jour, la police en civil avait arrêté puis détenu pendant 13 jours Vladimir Lévonevski pour l'organisation de manifestations de protestation.
Le 25 mars 2007 - Grève d'avertissement des entrepreneurs à Minsk d'une journée,.

## Autres activités
L'une des directions des activités du Comité de grève : l'aide aux prisonniers. Ainsi, par exemple en septembre 2005, le comité de grève a remis des livres, des équipements sportifs et d'autres choses utiles à la colonie pénale numéro 22 d'Ivacevičy. Les détachements de Stachkom dans les prisons sont en cours de création. Jusqu'à mars 2005, de tels détachements ont été établis dans cinq prisons biélorusses.